# Eurythmus
Eurythmus é um gênero de traça pertencente à família Arctiidae.

## Espécies
- Eurythmus deserticola Turner, 1932